# Karmel Naudre
Karmel Naudre (* 7. Dezember 1996 in Suure-Jaani) ist eine estnische Schauspielerin.

## Leben und Karriere
Naudre wurde am 7. Dezember 1996 in Suure-Jaani geboren. Nach ihrem Abschluss am Läänemaa Ühisgümnaasium im Jahr 2016 absolvierte sie von 2017 bis 2021 ein Schauspielstudium an der Universität Tartu Viljandi Kulturakademie. Seitdem arbeitet sie als freiberufliche Schauspielerin in Tallinn.
Ihr Debüt gab sie 2019 in dem Kurzfilm Värvid must-valgel. Anschließend trat sie 2021 in Süü auf. Bekanntheit erlangte sie 2022 durch ihre Rolle in Wer erschoss Otto Müller?. Im selben Jahr spielte sie in dem Film Kolhoosi miss mit. Darüber hinaus hat sie in Theaterproduktionen wie Noor Jää am Endla Theater die Rolle der Kildu übernommen und in Kui palju maksab mees die Jaana gespielt.
Neben Estnisch und Englisch spricht Naudre noch Russisch, Französisch, Deutsch und Norwegisch.

## Filmografie
Filme
- 2019: Värvid must-valgel
- 2022: Läheduse raamid
- 2022: Kolhoosi miss
- 2023: Nähtamatu võitlus
- 2024: Tulnukas 2 ehk Valdise tagasitulek 17 osas

Serien
- 2021: Süü
- 2022: Wer erschoss Otto Müller?